# Xã Pickering, Quận Bottineau, Bắc Dakota
Xã Pickering (tiếng Anh: Pickering Township) là một xã thuộc quận Bottineau, tiểu bang Bắc Dakota, Hoa Kỳ. Năm 2010, dân số của xã này là 193 người.